# Klosterkirche Altfriedland
Die Klosterkirche Altfriedland ist die ehemalige Kirche des Zisterzienserinnen-Klosters Friedland in Altfriedland im Landkreis Märkisch-Oderland, Brandenburg. Die mehrfach überformte spätromanisch-frühgotische Feldsteinkirche wird heute als evangelische Dorfkirche genutzt und liegt in der nordöstlichen Ecke des Naturparks Märkische Schweiz über dem Ostufer des Klostersees.
Das St. Marien und dem Apostel Johannes geweihte Gotteshaus entstand gemeinsam mit dem Kloster vor 1271, der Ersterwähnung des Klosters, und nach 1230 am Rand des slawisch-paganen Oderbruchs. Neben der Ruine des Westflügels, in dem u. a. das Refektorium untergebracht war, und den Resten eines Kreuzgangs gehört die Saalkirche zu den wenigen architektonischen Überresten des 1540 säkularisierten Klosters. Vermutet wird, dass ein Gebäude nördlich der Kirche sowie der Kernbau der südlich anschließenden Gutsanlage auf mittelalterlichen Kellern errichtet wurden. Die Kirche und die Gebäudereste gelten neben Chorin architekturhistorisch als bedeutsamste mittelalterliche Klosterbauten der Region und stehen – nachdem Ende der 1960er Jahre wertvolle Bausubstanz abgebrochen worden war – erst seit 1978 unter Denkmalschutz. Das Nonnenkloster am Rande des Oderbruchs diente als Hauskloster des Barnim-Adels; vor allem die unverheirateten Töchter des märkischen Landadels fanden hier Aufnahme. Mit umfangreichem Landbesitz, darunter zehn Dörfer, zwanzig Einzelgüter und acht Seen, zählte die Abtei zu den wohlhabenden Klöstern der Mark Brandenburg. Der Wohlstand des Klosters spiegelt sich unter anderem in drei vergoldeten Abendmahlskelchen aus dem Kirchenschatz wider, von denen der einzig erhaltene Kelch eine Reliquie enthielt. Dem 1864 aufgesetzten neogotischen Kirchturm gingen Pläne von Karl Friedrich Schinkel für einen nicht realisierten Doppelturm voraus. Das der Kirche gegenüberliegende Pfarrhaus aus dem Jahr 1633 ist das älteste Haus in Altfriedland und das älteste Pfarrhaus auf dem Barnim.

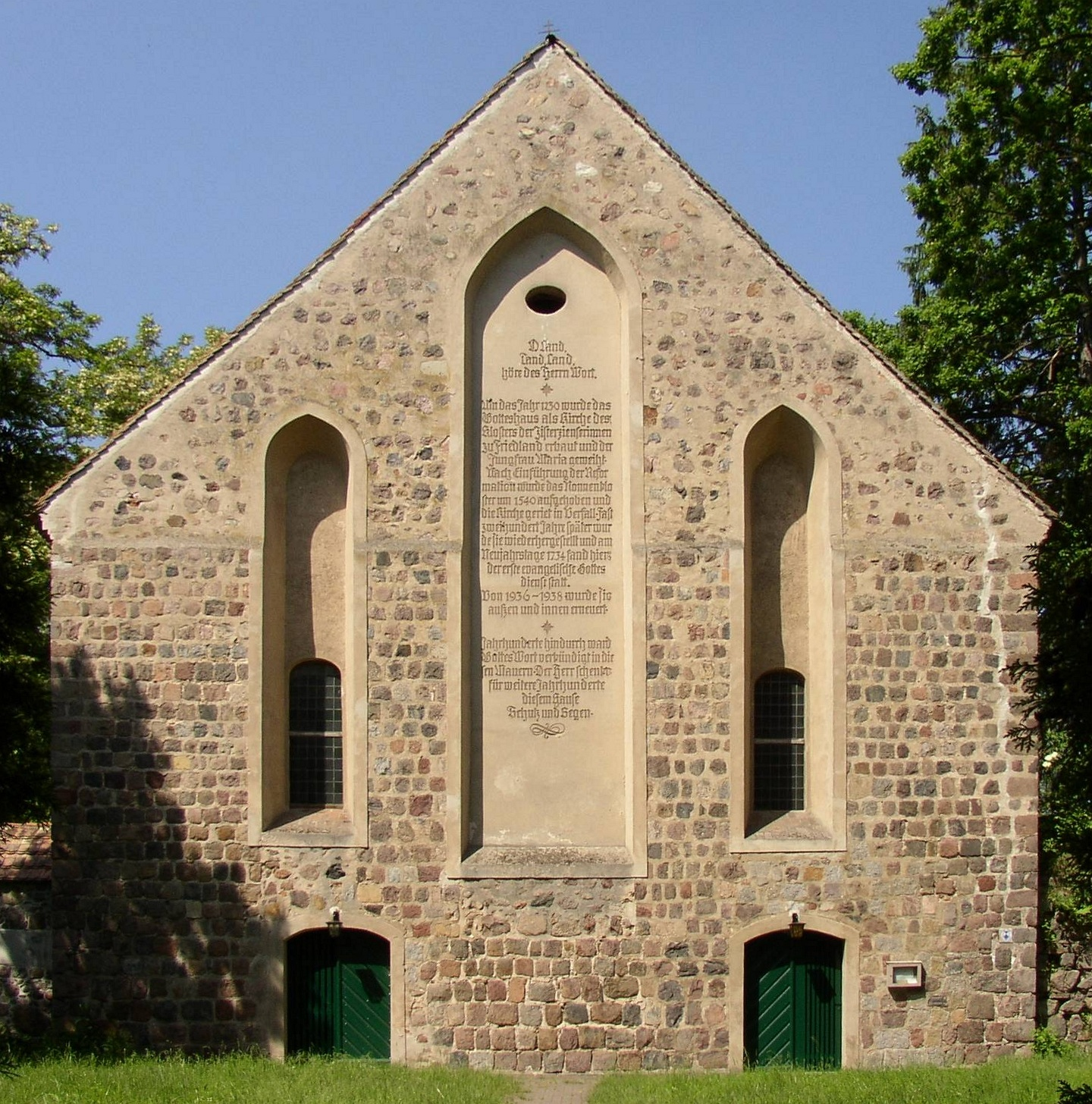
Ostfassade mit Inschrift

## Kirchengemeinde und heutige Nutzung der Kirche
Die Kirche wird von der Kirchengemeinde Altfriedland für Gottesdienste genutzt. Die Kirchengemeinde, in die Gottesgabe, Karlsdorf und Neufriedland eingekircht sind, ist seit 2007 Teil der Kirchengemeinde Neutrebbin-Oderbruch im Kirchenkreis Oderland-Spree der Evangelischen Landeskirche Berlin-Brandenburg-schlesische Oberlausitz (EKBO). Der Gemeinde gehören 108 Mitglieder an (Stand 2012). In der Kirche und im Refektorium finden Konzerte mit geistlicher und weltlicher Musik des 16. und 17. Jahrhunderts statt. Der 2010 gegründete „Förderverein Klosterkirche Altfriedland e.V.“ führt in dem Kirchenhaus zudem Benefizkonzerte und -Veranstaltungen durch, um Gelder für eine Sanierung des Gebäudes einzuwerben.
1540 standen neben der Klosterkirche neun weitere Kirchen unter dem Patronat der Nonnen: im Sedes Strausberg die Kirche von Bollersdorf und im Sedes Friedland die Liebfrauenkirche in Wriezen, die romanische Feldsteinkirche in Ringenwalde sowie die Kirchen in Metzdorf, Batzlow, Reichenberg, Pritzhagen und in den heutigen Wriezener Gemeindeteilen Lüdersdorf und Biesdorf.

## Baugeschichte
In der Klosterzeit hatte das Bauwerk den Namen Klosterkirche Friedland. Seit der Ort Friedland Ende des 18./Anfang des 19. Jahrhunderts um die Kolonistendörfer Karlsdorf und Neufriedland erweitert und zur besseren Unterscheidung in Altfriedland umbenannt wurde, nahm auch die Kirche den Namen Altfriedland an.

### Ursprungsbau

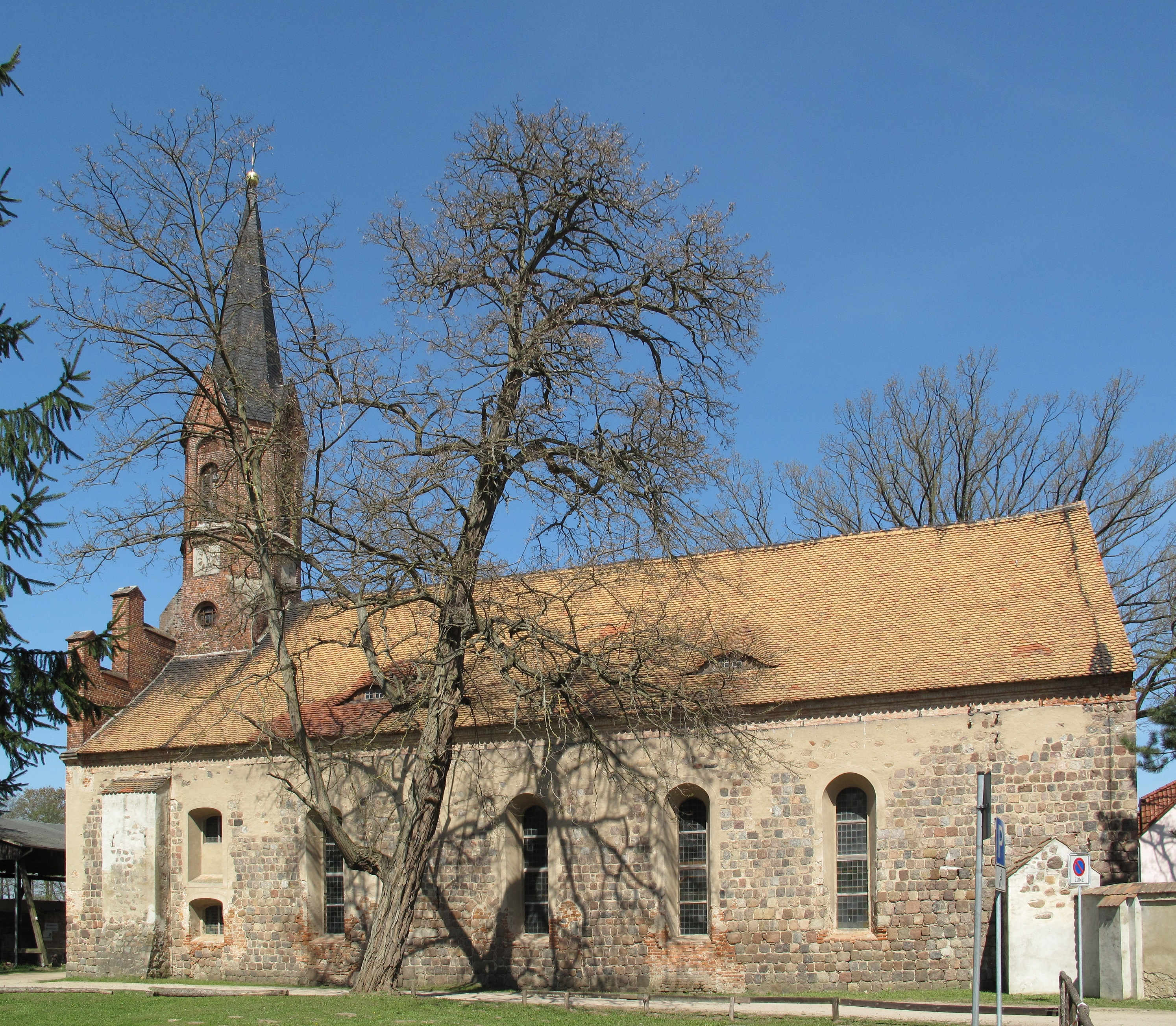
Südseite mit erneuerten Fenstern

Das Klosterarchiv der Ecclesia sanctae Mariae semper virginis in Vredeland (Vredeland = befriedetes Land) ist bis auf wenige Urkunden verschollen. Die erhaltenen Urkunden geben keine Auskunft über die Klosterbauten, sodass über den Ursprungsbau wenig bekannt ist. Eine 2021/22 vorgenommene Sanierung des Fundament- und Sockelbereichs gab Anlass zu einer bauarchäologischen Untersuchung, zu deren Ergebnissen neben einer Präzisierung der Baugeschichte auch eine Teilrekonstruktion der Kirche und ihrer Verbindungsbauten gehörte. Dabei kamen auch die Überreste des ältesten Gebäudes auf dem Gelände zu Tage, ein westlich der Kirche anschließender Fachwerkbau, von dem Teile des Fundaments erfasst wurden. Analog zu anderen Zisterzienserklöstern ist zu vermuten, dass es sich bei dem schlichten Bau um das Konventhaus handelte, das gemäß der zisterziensischen Statuten gemeinsam mit dem Bethaus bei der Gründung eines jeden Klosters vorhanden sein musste, um ersten Klosterschwestern von Altfriedland als Wohn- und Schlafhaus zu dienen. Von der Kirche, die frühestens 1230 und spätestens 1271 erbaut worden ist, ist bislang kein Vorgängerbau bekannt. Das Langhaus des spätromanisch-frühgotischen Feldsteinbaus wurde im Sinne der zisterszienischen Bauaskese als schlichte, turmlose und einschiffige Basilika mit geradem Abschluss aus Granitquadern errichtet. Abgesehen von dem 1,10 m hohen Sockel bestand die Gliederung der schmucklosen Werksteinfassaden allein durch die Tür- und Fensteröffnungen. An die Klosterzeit der später mehrfach überformten und veränderten Kirche erinnern unter anderem originale Fußbodensteine und eine im Fußboden eingemauerte Rosette.
Der einfache einschiffige Rechteckbau hat nach der Beschreibung des Historikers Matthias Friske eine Länge von rund 30 und eine Breite von rund 14 Metern. Da das Erdreich inzwischen um mindestens einen Meter angewachsen sei, ragt von der spitzbogigen Nordpforte gerade noch der Bogen und die oberen Teile des schlichten Feldsteingewändes aus der Erde. Die regelmäßigen Lagen aus sorgfältig bearbeiteten Quadersteinen gehören noch in das 13. Jahrhundert, während das darüber liegende unregelmäßige Mauerwerk später, teilweise im 18. Jahrhundert, hinzugefügt wurde. An der klausurabgewandte Südfassade befand sich genau gegenüber dem schlichten Nordportal ein sorgfältig ausgeführtes Stufenportal.  Die für den zisterziensischen Kontext repräsentative Gestaltung dieses Portals Portalkann als Hinweis auf die öffentliche Nutzung des klausurabgewandten Eingangsbereichs gewertet werden. Dieser Eingang Tür wurde bereits in spätgotischer Zeit verschmälert und mit einem Dreiecksgiebel versehen. Nach der Reformation wurde er vermauert. Sämtliche Fenster wurden im Laufe der Zeit erneuert. An der Südostecke befinden sich im Sockelbereich nebeneinander positioniert drei Schachbrettsteine, die im Jahr 2021 bei Sanierungsarbeiten entdeckt wurden. An der Ostseite ist eine ursprünglich dreiteilige Fenstergruppe zu erkennen; davon sind das mittlere Fenster vermauert (heute mit Inschrift, siehe unten) und die beiden seitlichen verändert. Die Nordseite hatte westlich der Pforte zwei und östlich vier Rundbogenfenster. Davon sind nur noch die Bögen, die rund 2,5 Meter über dem heutigen Bodenniveau liegen, zu sehen. Friske vermutet, dass es westlich der ehemaligen Südpforte zwei Fenster gab. Ihre Form sei nicht mehr zu erschließen. Östlich der Pforte befänden sich zwei vermauerte schmale Fenster mit einem Spitzbogen, die in ca. 2,5 m Höhe, nach unten knapp über heutigem Bodenniveau, enden. Östlich davon liege ein mit Backsteinen zugesetzter Durchbruch.

### Verfall und Instandsetzungen nach der Säkularisation
Nach der Reformation säkularisierte Kurfürst Joachim II. 1540 das Kloster und zog 1546 seine Güter ein. Im gleichen Jahr verpfändete er das nunmehrige Domänengut an Balthasar von Beerfelde aus dem Adelsgeschlecht Beerfelde und 1564 verkaufte er es an den Feldmarschall Joachim von Roebel, der das Kloster zum repräsentativen märkischen Gutshof ausbaute. Rund zweihundert Jahre lang stand die Kirche leer und zerfiel. Als Stadtkirche diente während dieser Zeit eine Fachwerkkirche, die laut Friske vermutlich 1633 gemeinsam mit dem Pfarrhaus erbaut worden war. Diese Kirche war von einem Friedhof umgeben und befand sich am damaligen Nordausgang Friedlands. Als diese Kirche 1733 baufällig wurde, entschlossen sich die Friedländer zu ihrem Abriss und setzten 1734 die wüst liegende „Hofkirche“ des alten Klosters umfassend instand.

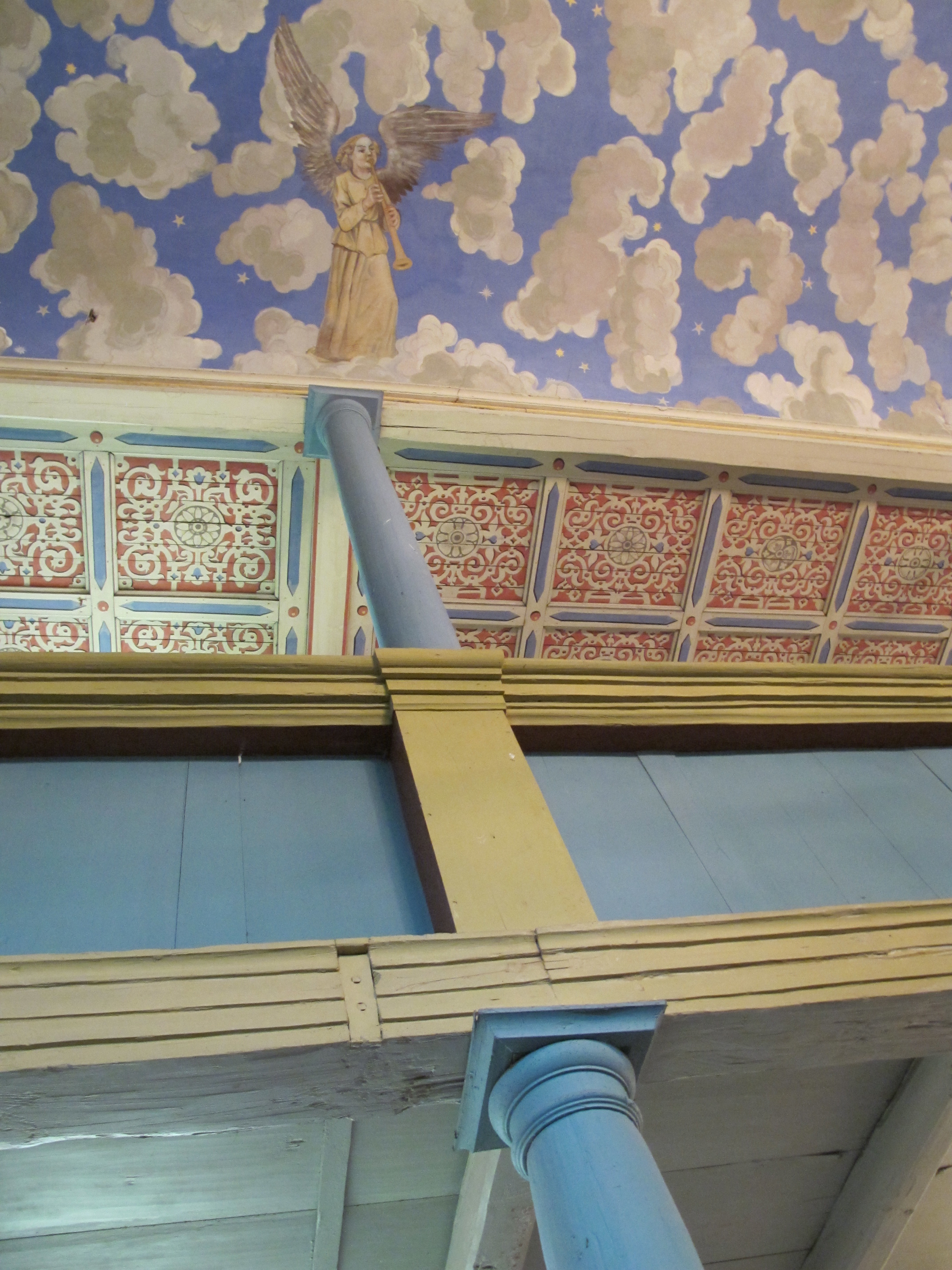
Säulen der Empore und Ausschnitt der Deckenmalerei

Bei erneuten Arbeiten zwischen 1814 und 1816 sollte die Klosterkirche zwei Türme erhalten. Die Pläne für den Doppelturm stammten sehr wahrscheinlich von Karl Friedrich Schinkel. Das Vorhaben wurde nicht ausgeführt, da die finanziellen Mittel der Gemeinde nicht ausreichten. Stattdessen wurde 1864 ein neogotischer Backsteinturm aufgesetzt. Ob und inwieweit sich diese Ausführung an Schinkels Konzeption anlehnte, ist nicht mehr nachweisbar, da sich die Entwürfe in den Gutsakten befanden, die im Zweiten Weltkrieg verlorengingen. Zwischen 1936 und 1938 wurde die Kirche auf Initiative von Karl von Oppen und dem Pfarramt abermals innen und außen restauriert. In diesem Zustand ist der Kirchbau bis heute im Wesentlichen erhalten. Allerdings wurde er 1945 zum Ende des Zweiten Weltkriegs stark beschädigt und bis 1957 wieder hergerichtet. Allerdings kam es zu erheblichen Plünderungen, bei denen große Teile der Kirchenausstattung verloren gingen.

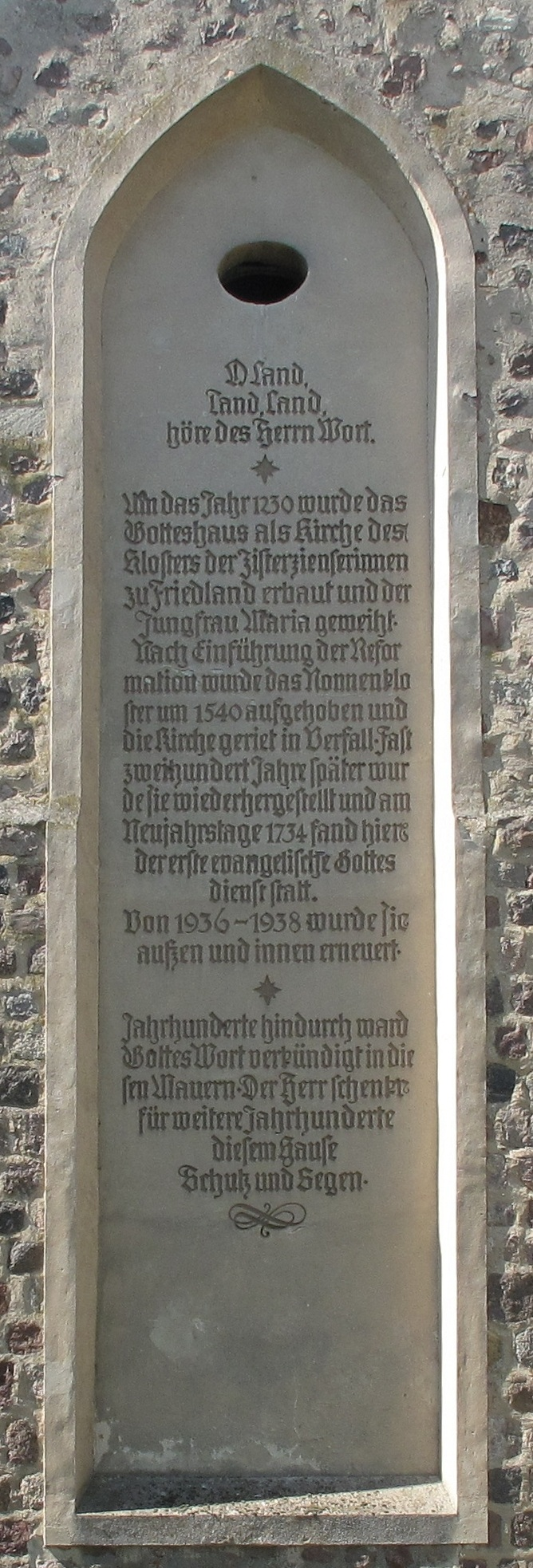
Inschrift am Ostgiebel aus der Zeit um 1937

Zu Beginn des 21. Jahrhunderts war das Bauwerk in einem stark sanierungsbedürftigen Zustand. Ab 2018 wurde das Bauwerk saniert: Im Jahr 2021 konnte die Nordfassade und der Ostgiebel restauriert werden, im Jahr 2022 sollen die südliche Fassade, die Westgiebelseite sowie die Fenster erneuert werden. Die Kosten für diesen Bauabschnitt belaufen sich auf rund 180.000 Euro; in Summe werden rund eine Million Euro investiert.

## Glocken und Inschrift der Ostfassade
Bei der Reaktivierung der Klosterkirche 1734 wurden die beiden Glocken aus der Stadtkirche übernommen, allerdings im Zweiten Weltkrieg eingeschmolzen. 1735 spendete Markgraf Karl Friedrich Albrecht von Brandenburg-Schwedt, zu dieser Zeit Besitzer des Gutes, eine dritte Bronzeglocke mit dem Schlagton a′, die bis heute erhalten ist. Sie wurde 2020 in den Niederlanden saniert und zusammen mit einer von Petit & Gebr. Edelbrock in Gescher neu gegossenen Glocke mit Schlagton cis″ am 6. November 2020 erneut geweiht und in den sanierten Kirchturm aufgezogen. Eine bis dahin verwendete Eisenhartgussglocke aus dem Jahr 1960 ging außer Dienst und wurde in der Kirche aufgestellt.
Am Ostgiebel ließ Karl von Oppen um 1937 im Außenputz des ehemaligen Mittelfensters über den Feldsteinen folgende Inschrift anbringen:

„O Land, Land, Land, höre des Herrn Wort. Um das Jahr 1230 wurde das Gotteshaus als Kirche der Zisterzienserinnen zu Friedland erbaut und der Jungfrau Maria geweiht. Nach Einführung der Reformation wurde das Nonnenkloster um 1540 aufgehoben und die Kirche geriet in Verfall. Fast zweihundert Jahre später wurde sie wiederhergestellt und am Neujahrstage 1734 fand hier der erste evangelische Gottesdienst statt. Von 1936 bis 1938 wurde sie außen und innen erneuert. Jahrhunderte hindurch ward Gottes Wort verkündigt in diesen Mauern. Der Herr schenke für weitere Jahrhunderte diesem Hause Schutz und Segen.“

## Innenausstattung und liturgische Geräte

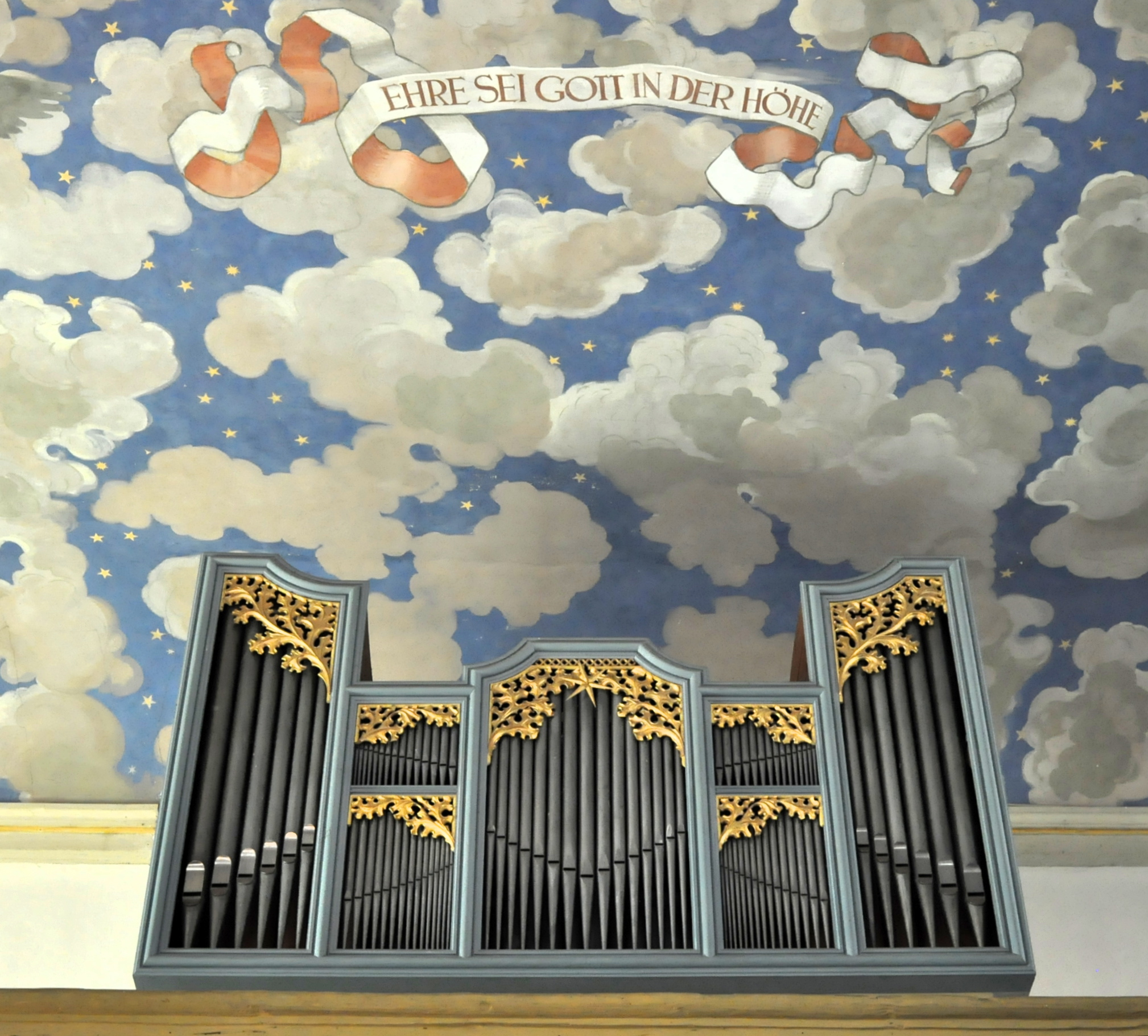
Schuke-Orgel und Deckenbemalung

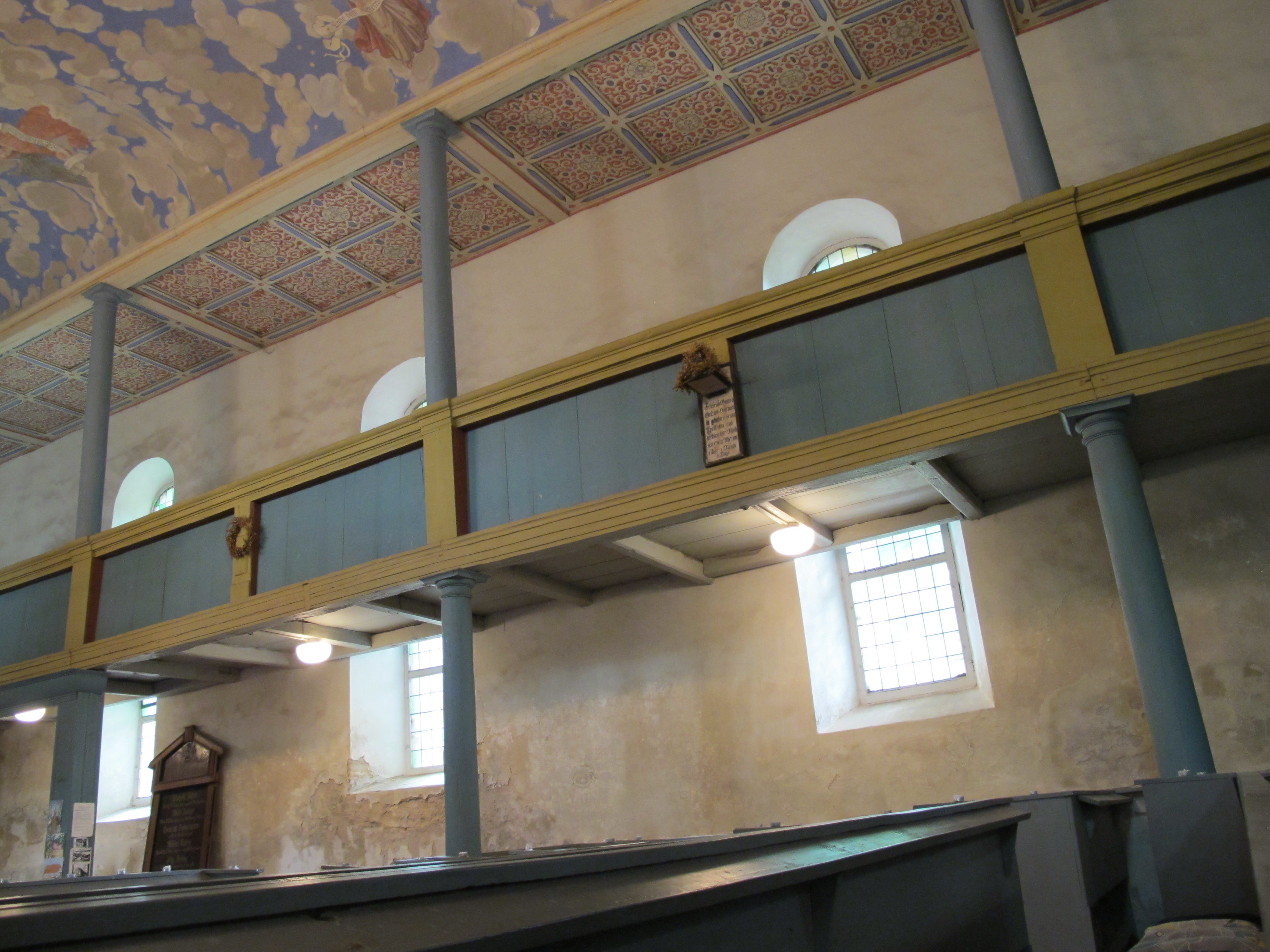
Holzempore im Kirchenschiff, Südseite

### Innenraum und Orgel
Der barocke Innenraum geht im Wesentlichen auf 1733 zurück und verfügt über ein bemaltes hölzernes Tonnengewölbe und einen zentral in die umlaufende Empore eingefügten Kanzelaltar. Der Innenanstrich, die Decken- und die Altarbemalung stammen aus der Wiederinstandsetzung nach dem Zweiten Weltkrieg. Die Bestuhlung wurde im Krieg verheizt und nach dem Ende des Zweiten Weltkrieges erneuert.
Ebenfalls kriegszerstört wurde die Orgel der Berliner Orgelbauer Buchholz, die vierzehn Register und ein Manual hatte. Sie wurde 1954 durch eine Schuke-Orgel ersetzt. Die mechanische Schleifladenorgel von Hans-Joachim Schuke verfügt über 840 Pfeifen in zwölf Registern auf zwei Manualen mit Pedal.
Im Jahr 2016 wurde das Instrument mit Hilfe einer Spende durch die Firma Schuke gründlich gereinigt.
Die ehemalige Friedländer Kantorin Dorothea Blache, die 2011 mit der Verdienstmedaille des Verdienstordens der Bundesrepublik Deutschland ausgezeichnet wurde, berichtet von der Renovierung in der Nachkriegszeit:

„Die heute noch zu bewundernde Deckenmalerei stammt aus der letzten Renovierung der Kirche in den Jahren 1936–1938. Damals war Karl von Oppen Patron der Kirche, und Herr Schliephacke war Pfarrer. Nach dem Ende des Krieges, im Jahre 1945, wurde die Kirche geplündert. Fenster und Uhr waren vom Beschuss kaputt, Bänke und Altar waren heraus gerissen, alte, historisch wertvolle Kirchenakten wurden bei der Plünderung verbrannt. Im Schutt fanden die Altfriedländer die Taufschale, 2 Leuchter, einen der drei Abendmahlskelche, die einst schon Fontane erwähnt hatte, eine große Bibel mit handschriftlichen Eintragungen von 1598, ein großes Gesangbuch (Spangenberg 1520, Urdruck!). Die beiden Leuchter, die den Krieg überlebt hatten, waren im Jahre 1924 von den Oppens anlässlich des Todes einer Verwandten gespendet worden. Geburtstag und Sterbetag sind eingraviert und noch heute zu erkennen. […] 1957 wurden die Blautöne, die an der Decke zu erkennen sind, auch auf die Bänke übertragen. Das heute noch gut zu erkennende Blattgold an den Ornamenten der Kanzel konnten wir von Westberlin holen, die Malerfirma Balke trug das Blattgold an der Kanzel auf. Vorher waren leichte Beschädigungen an Kanzel und Taufstein nachgeschnitzt worden.“

### Abendmahlskelche und Reliquie
Die von Blache erwähnten drei Abendmahlskelche stammen aus der Klosterzeit der Kirche und wurden bereits 1929 im Pfarrhaus aufbewahrt. In den Wanderungen durch die Mark Brandenburg (Band Oderland) beschrieb Theodor Fontane die vergoldeten Kelche wie folgt:

„Alle drei sind von verwandter Form und nur der Größe nach verschieden. Auf einem breiten Fuße ruht ein tulpenförmiger Kelch, in der Mitte des kurzen Stiels aber, der diese Kelchtulpe trägt, legt sich ein sechseckiges Ornament ringförmig um den Stiel herum. Eins dieser sechseckigen Ornamente ist hohl und von durchbrochener Arbeit; innerhalb desselben klappert eine Reliquie, ein Knochensplitter oder der Zahn eines Heiligen. Derselbe Kelch, einer der kleineren, trägt auch zugleich die Namen: Martha. Johannes. Welsickendorp. Ein anderer, der größte und schönste, zeigt statt der Namen drei sauber einradierte Marienbilder nach Stellen aus der Offenbarung und abwechselnd mit diesen drei Radierungen drei kleine Goldskulpturen, hautreliefartig auf den Fuß des Kelches aufgelötet. Diese kleinen Goldfigürchen stellen »Maria und Johannes zu beiden Seiten des Gekreuzigten«, ferner »St. Georg, den Drachen tötend« und schließlich noch ein drittes dar, dessen Entzifferung mir nicht gelungen ist. Die Kelche beweisen zur Genüge, daß Kloster Friedland zu den reicheren Stiftungen des Landes gehörte. Es darf auch nicht wundern: zählen doch die Barfus, die Pfuels, die Krummensee und Ilows, deren Töchtern wir vorzugsweise in Kloster Friedland begegnen, zu den begütertsten und angesehensten Familien des Landes.“

Nach Darstellung von Gustav Abb lautet die Inschrift des Reliquienkelchs, der als einziger noch vorhanden ist: Johanes Wenekendorp Margareta memoriali †. Das Pfarrhaus bewahrte ferner eine große und drei kleine Patenen sowie bis 1945 eine Kelchdecke aus dem Jahr 1527 auf, die eine gestickte Marienkrönung, umrahmt von den Evangelistensymbolen, darstellte. Erhalten aus dem Kirchenschatz ist zudem eine Taufschüssel aus Messing mit einem Durchmesser von 53 cm, die die Verkündigung Mariä in getriebener Darstellung, umrahmt von Arabesken, zeigt.

## Pfarrhaus

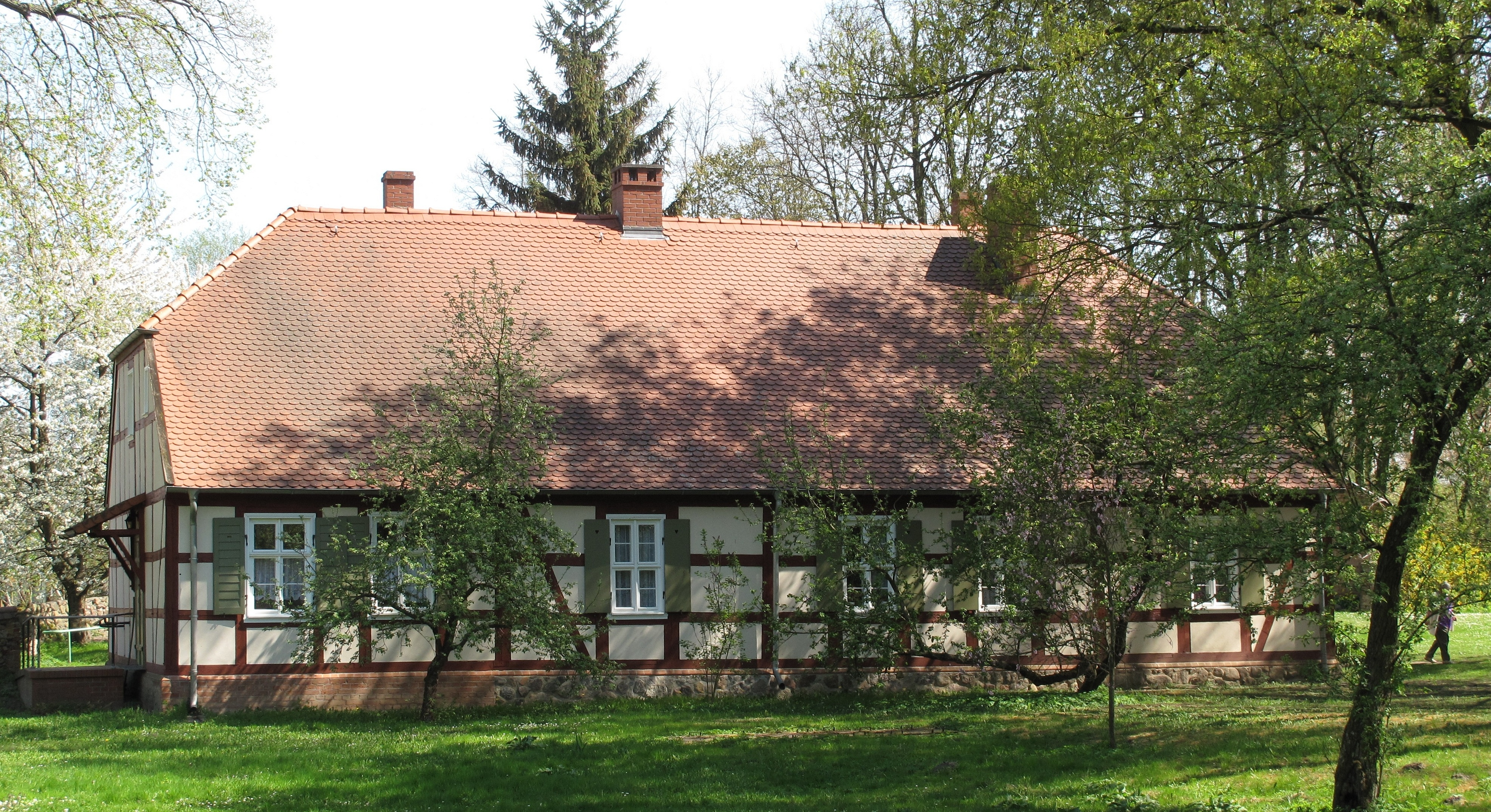
Pfarrhaus, erbaut 1633, hier 2011

Das Pfarrhaus aus dem Jahr 1633 liegt der Kirche östlich gegenüber. Der denkmalgeschützte Fachwerkbau ist das älteste Haus in Altfriedland und gilt als das älteste Pfarrhaus auf dem Barnim (wobei die Zuordnung Altfriedlands zum Barnim nicht der geormorphologischen Platte entspricht, sondern der historischen Landschaft folgt). Laut Matthias Friske kann es als repräsentativ für zahlreiche verlorene andere Pfarrhäuser gelten.
1751 war es nach Darstellung von Rudolf Schmidt in einem so elenden Zustande, dass man nicht mehr darinnen wohnen konnte. Daraufhin wurde es bis 1757 neu hergerichtet. Am Ende des Zweiten Weltkriegs fanden am Pfarrhaus Kampfhandlungen statt. Durch den Garten zogen sich Schützengräben. Der seinerzeitige Pfarrer Bernhard Schliephacke berichtete am 18. Februar 1945: Hier ist jetzt eine Schreibstube der Flakartillerie. Im Plättzimmer ist eine Schusterwerkstatt. In der Küche wird den ganzen Tag geschmort und gekocht. Holz holen sich die Soldaten aus dem Walde. Heut vormittag, ich war gerade in Ringenwalde, hat ein russ. Flieger ein Loch in das Fenster des Fremdenzimmers geschossen. Es war gerade keiner drin.... Ein Soldat wurde im Pfarrgarten von einem Baum heruntergeschossen und hinter der Mauer begraben. 1948 wurde er mit zwei weiteren toten Soldaten, die im Schilf am Kietzer See aufgefunden wurden, umgebettet. Die Erkennungsmarken wurden dem Roten Kreuz übergeben. Die Einfassungsmauer um das Pfarrhaus war nach Ende der Kämpfe fast völlig zerstört und wurde 1965 neu errichtet. Das Pfarrhaus wurde zwischen 1991 und 1995 umfassend restauriert.